# Orthodera australiana
Orthodera australiana es una especie de mantis de la familia Mantidae.

## Distribución geográfica
Se encuentra en Australia y Nueva Zelanda.